# عباسقلی سهم‌الملک
حاج عباسقلی خان بیات ملقب به سهم‌الملک ( ۱۲۳۵ - آذر ۱۳۰۶) نماینده اراک در سومین دوره مجلس شورای ملی بود. 
سهم‌الملک سالخورده‌ترین نماینده در مجلس بود و هنگام افتتاح آن (هفدهم محرم ۱۳۳۳ قمری آذر ۱۲۹۳ خورشیدی) ریاست سنی مجلس را عهده‌دار شد.  این دوره از مجلس بیش از یک سال نپایید و با حرکت ارتش روسیه بسوی تهران در جریان جنگ جهانی اول و مهاجرت نمایندگان از پایتخت، تعطیل شد.
سهم الملک شوهر خواهر دکتر مصدق و پدر مرتضی قلی خان سهام‌السلطان بیات بود که در دوران محمدرضا شاه پهلوی به نخست‌وزیری رسید. پسر دیگرش مصطفی قلی صمصام الملک بیات در دوران رضا شاه مدیرکل فلاحت (کشاورزی) شد و از بنیانگذاران دانشکده کشاورزی دانشگاه تهران بود. پسر دیگرش نصرت‌الله شیخ‌العراقین بیات روحانی بود و در دوره رضاشاه نماینده مجلس شد.